# Cristoforo Santanna
Cristoforo Santanna (Marano Marchesato, 1735 – Rende, 1805) è stato un pittore italiano.

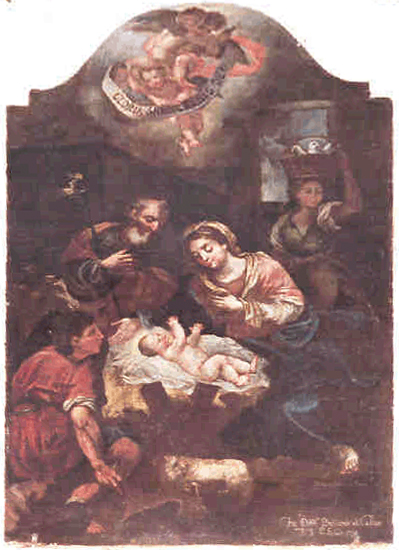
Dipinto della natività

Nato a Marano Marchesato da una famiglia povera, Cristoforo Santanna fu un pittore di grandi capacità artistiche e dalla spiccata duttilità. Impiegato in numerosi lavori fu molto ricercato nel suo tempo, da famiglie nobili e personalità clericali. Produsse un gran numero di opere custodite nei principali centri ecclesiastici e monastici calabresi e in particolar modo della provincia di Cosenza oltre che in alcune residenze ecclesiastiche di campagna.
Poco conosciuto in Italia, per la sua attività molto prolifica, divenne nel XVIII secolo piuttosto celebre in Calabria, tanto da essere considerato il maggiore pittore calabrese del suo tempo e fra i principali pittori calabresi di sempre.

## Nascita e formazione
Anche se nato nella vicina Marano Marchesato, Cristoforo Santanna sviluppò la sua passione grazie alla fede cristiana della famiglia che avvicinò il Santanna ad un'assidua frequentazione delle chiese di Rende, tanto da inculcare nel Santanna una passione per la pittura e soprattutto per la pittura cristiana. Le sue opere maggiori infatti, ritraggono episodi biblici, Santi, la Vergine Maria ed il Cristo, e tale peculiarità lo caratterizzò per tutta la sua vita. Non si conosce molto della vita del Santanna, ma le testimonianze lasciate attraverso le sue opere restituiscono stima al pittore, con doti e una propensione al lavoro tale da essere etichettato come il “fa presto”, poiché terminata un'opera gliene veniva commissionata immediatamente un'altra.

## Stile ed arte

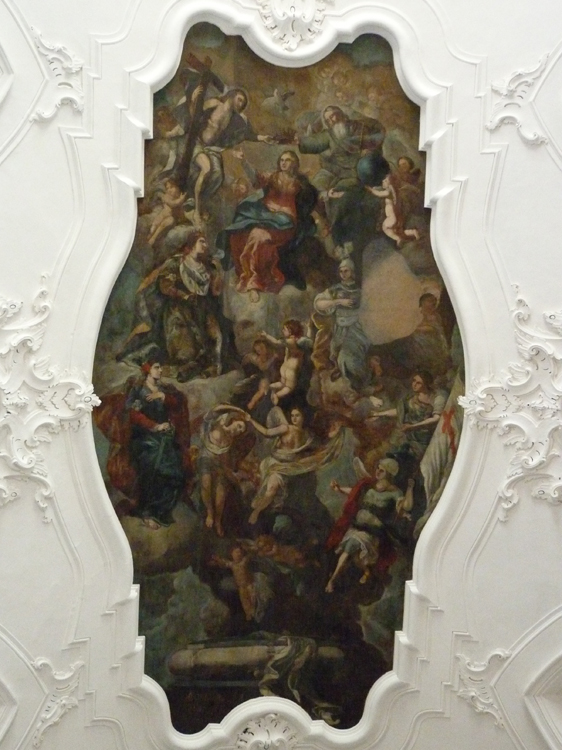
L'incoronazione di Maria - Chiesa di Santa Maria della Sanità (San Giovanni in Fiore)

### Periodo storico
Il periodo nel quale visse il Santanna era caratterizzato da un paradosso piuttosto accentuato. L'arte della pittura viveva un periodo prospero, all'apice in Calabria e in tutto il Regno borbonico, arte largamente più diffusa della scultura che era in fase di declino. I temi sacri erano di gran lunga preferiti ai temi classici del paesaggio, particolarità che trovò ampio respiro nel periodo del barocco, specie del barocco napoletano, stile che tra il 1700 ed il 1800 coinvolse in larga diffusione tutti gli edifici religiosi della Calabria. 
Le più importanti famiglie nobiliari che governavano i centri calabresi, tra le quali i Ruffo e i Sanseverino, cominciavano ad apprezzare l'arte sacra della pittura, commissionando opere da donare alle chiese dei loro paesi, alimentando lo sviluppo della pittura, che fino ad allora era apparsa poco matura in Calabria. Inoltre la gerarchia cattolica calabrese divenne propensa all'arte sacra per adornare gli edifici religiosi, rendendo abituale la richiesta di affrescare le volte delle chiese.

### Stile
Dallo stile chiaro e pulito, le sue principali qualità sono emerse ritraendo soggetti sacri. Pratica la scuola pittorica napoletana del primo ‘700 il Santanna sviluppò uno stile semplice, dettato anche dalla scarsa esigenza delle commissioni e delle richieste che le famiglie signorili facevano all'artista. Se questo da un lato ha privilegiato una facile richiesta dell'artista, da un lato ha penalizzato l'evolversi della tecnica, poiché non aveva nessuna possibilità di migliorare il proprio bagaglio tecnico e culturale. Anche l'arte figurativa del XVIII secolo, la mancanza di una personalità di riferimento e il materiale utilizzato, con tele di scarsa qualità, non aiutavano il Santanna, né tanto meno lo invogliavano a ricercare una maggiore raffinatezza artistica. Lo stile di Cristoforo Santana resta, secondo alcuni esperti, inconfondibile, grazie alle immagini rese aggraziate, con volti espressivi.

### Considerazioni artistiche
Cristoforo Santanna è dunque apprezzato, per la grande capacità di adattare il senso figurativo nei vari contesti nella quale operava. I centri urbani che possiedono opere del Santanna  nel XVIII secolo sono piuttosto staccati dal resto d'Italia. Santanna operava dunque, in un areale geografico e culturale distante dalle grandi corti italiane ed europee. 
Il Santanna è riuscito però a costruirsi un linguaggio pittorico che riuscisse a comunicare il senso dei luoghi nel quale operava, un linguaggio popolare e intenso, capace di rispecchiare la storia della Calabria di quel periodo. L'apprezzamento verso Cristoforo Santanna, è documentato in un continuo interesse, prolificato negli ultimi decenni, ma anche nel ritrovamento di alcune opere al di fuori della Calabria.
L'esatta produzione del Santanna, che ricordiamo copiosa oltre ogni immaginazione, attualmente non è rintracciabile, in quanto si pensa ancora che molte tele non scoperte siano custodite in chiese ed edifici di culto calabresi.

## Le opere
Le opere del Santanna si trovano nelle principali chiese delle provincie di Cosenza e di Crotone. I centri che custodiscono l'operato più significativo sono certamente quelli della presila cosentina.
- Ad Aprigliano nella chiesa di Santo Stefano si trovano due tele di Cristoforo Santanna: la "Madonna incoronata fra i Santi Pietro e Stefano" e la "Madonna del Rosario fra i Santi Domenico e Santa Caterina"[5].
- A Carolei - nella chiesa di Santa Maria Assunta - 1802
- A Castiglione Cosentino nella chiesa di Santa Maria dell'Olmo"[6].
- A Celico opere del Santanna si trovano nella chiesa di San Michele Arcangelo e nella chiesetta dell'Assunta, dove peraltro è stato trovato il contratto stipulato tra il parroco della chiesa di Celico e l'artista[7].
- A Cerisano nella chiesa di San Domenico (1799)[6].
- A Cervicati nella chiesa di San Nicola di Bari[6].
- A Cropani, Santanna ha realizzato la "Cacciata dei venditori del tempio" è ha affrescato la volta della "Chiesa Madre" con una tela dell'Assunta insieme ad altre 5 figure femminili, tutte sacrificanti a favore dell'umanità[8].
- A Longobucco nella chiesa matrice di Santa Maria Assunta[6].
- A Mesoraca si trova una tela nella chiesa matrice dell'Annunziata (1784), le cinque pale d'altare e le 14 tele della Via Crucis nella navata del santuario del S.S. Ecce Homo e un'Ultima cena su tela nel refettorio (1756)"[6].
- A Montalto Uffugo nella chiesa di San Francesco di Paola (1778)[6].
- A Paterno Calabro nel Santuario di San Francesco di Paola[6].
- A Pedace l'artista ha lasciato numerose testimonianze della sua opera; la chiesa dei Santi Pietro e Paolo (1792 e 1803) è interamente affrescata dal pittore rendese; anche la chiesa di San Francesco di Paola ospita tele dell'artista.
- A Petilia Policastro si trovano le maggiori espressioni del Santanna. Nella chiesa del Rosario trova posto la "Madonna con bambino", opera composta anche da San Domenico ed altre figure oranti; nella chiesa di San Francesco di Paola vi è l'affresco della vota, mentre altri dipinti custoditi in sagrestia sono andati perduti; nello storico Palazzo Portiglia, il Santanna ha affrescato le porte interne; nel Santuario della Sacra Spina il tetto della chiesa presenta un affresco di notevoli dimensioni eseguito dal Santanna[9], oltre ad una preziosa tela della "Assunta"[10] (1781)"[6].
- A Pianopoli nella chiesa di San Tommaso d'Aquino (1761)[6].
- A Pietrafitta nella chiesa matrice di San Nicola di Bari (1799)[6].
- A Rende dipinse la "Madonna con Bambino e Angeli"[11], e nella chiesa del Ritiro (1767), di San Francesco di Paola (1797), di Santa Maria di Costantinopoli (e di Santa Maria Maggiore (1794-95)[6].
- A Rossano nella chiesa di Santa Maria delle Grazie[6].
- A Rovito si trovano suoi quadri nella chiesa della Riforma (1788-1792) e nella chiesa di Santa Sofia[6].
- A San Giovanni in Fiore si trovano le pale lignee della "Celebrazione del SS. Sacramento", della "Vergine fra i Santi Rocco e Santa Lucia" ed un "San Michele Arcangelo", opere che trovano posto nella navatella laterale destra dell'abbazia Florense, mentre la chiesa della Madonna della Sanità ha la volta completamente affrescata dal Santanna.
- A San Marco Argentano nel Museo Diocesano si trova un quadro olio su tela raffigurante le nozze mistiche di S. Caterina di Alessandria detta l'egiziaca.
- A San Pietro in Guarano nella chiesa di San Pietro[6].
- A Sambiase nella chiesa di San Francesco di Paola[6].
- A Spezzano della Sila nel convento di San Francesco di Paola, c'è l'opera "La Fuga In Egitto, nella chiesa di San Biagio (1787) e nella chiesa di San Pietro (1787)[6].
- A Spezzano Piccolo il Santanna ha decorato il soffitto ligneo della chiesa Madre e nella chiesa dello Spirito Santo , e opere sono nella chiesa dello Spirito Santo e nella chiesa di Santa Maria Assunta[6].
- A Taverna nella chiesa di Santa Maria Maggiore e nella chiesa di San Domenico[6].

## Galleria d'immagini

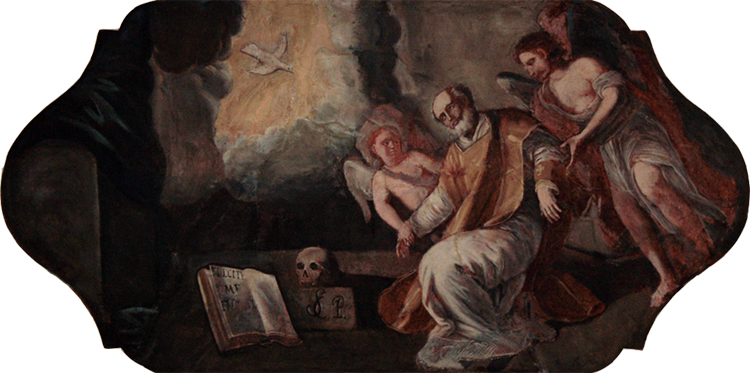
San Filippo Neri in estasi
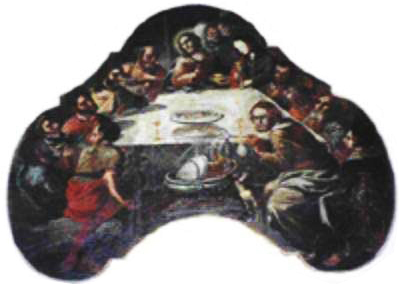
Ultima cena
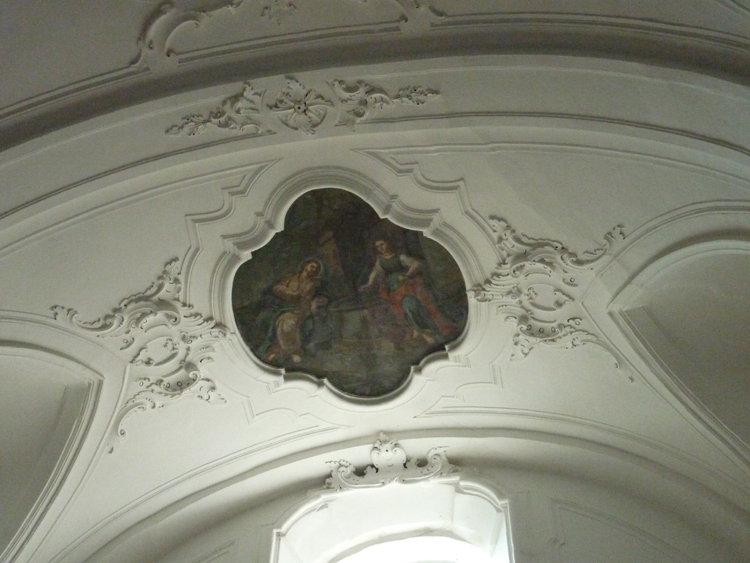